# Hexatoma sachalinensis
Hexatoma sachalinensis är en tvåvingeart som först beskrevs av Alexander 1924.  Hexatoma sachalinensis ingår i släktet Hexatoma och familjen småharkrankar. Inga underarter finns listade i Catalogue of Life.